# Auf dem Staatshof
Auf dem Staatshof ist der Titel einer Novelle Theodor Storms. Sie entstand zwischen Herbst 1856 und Januar 1858 während seiner Zeit in Heiligenstadt und wurde 1859 im belletristischen Jahrbuch Argo. Album für Kunst und Dichtung veröffentlicht. 1860 erschien sie zusammen mit den Prosatexten Wenn die Äpfel reif sind, Posthuma und dem Kunstmärchen Der kleine Häwelmann in dem Sammelband In der Sommer–Mondnacht in einer überarbeiteten Fassung.
Die Novelle ist ein frühes Beispiel des poetischen Realismus und schildert in Erinnerungsbildern des Erzählers den Verfall des titelgebenden Anwesens und den kurzen Lebensweg Anna Lenes, der letzten Nachfahrin eines alten Landadelsgeschlechts aus Eiderstedt.

## Inhalt
Zu Beginn erklärt der Ich-Erzähler Marx, wie lückenhaft seine Erinnerung ist, aus der er tropfenweise Fragmente wiedergeben will. Er könne nicht einschätzen, ob das Ende eine „Tat“ oder ein bloßes „Ereignis“ war. Im Verlauf der Novelle ruft er sich einzelne Szenen ins Bewusstsein und beschreibt so den Verfall des Adelsgeschlechts und die Lebensuntüchtigkeit seiner Freundin, deren zarte und ätherische Erscheinung ihn faszinierte.

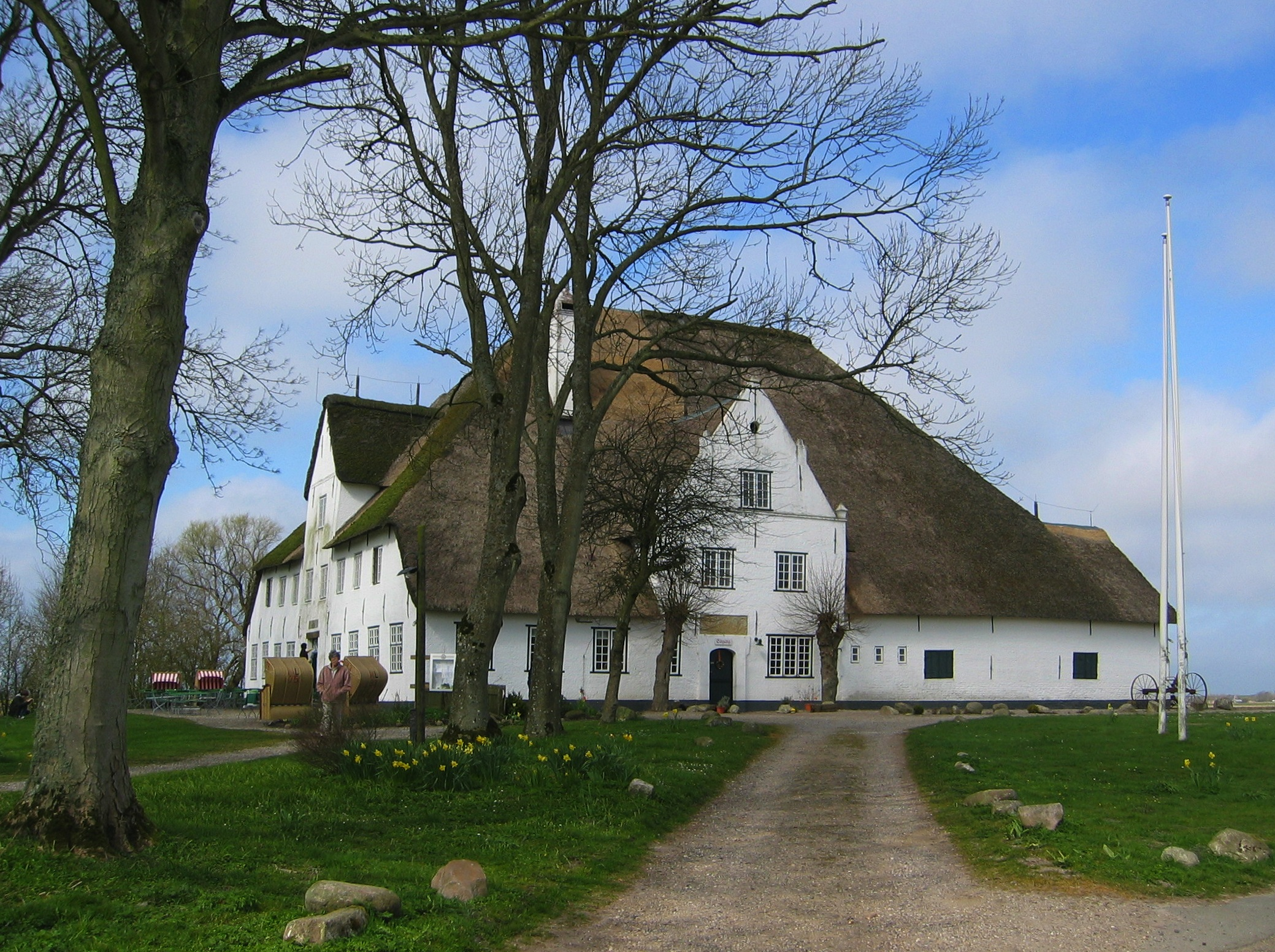
Haubarg in der Gemeinde Witzwort

Er erinnert sich an die Vaterstadt, die „hart an der Grenze der Marschlandschaft“ lag. In seiner Jugend wanderte er von dort quer durchs Land über die Fennen und an den zerstreuten Gehöften vorbei, bis er nach etwa einer halben Stunde „den Staatshof“ erreichte, der unter düsteren Ulmen und Silber-Pappeln auf einer Warft lag. Von breiten und tiefen Gräften umgeben, verfügte er über einen schönen Garten, der „mit patrizischem Luxus angelegt“ war. Seit Generationen war das Anwesen mit dem regionstypischen Haubarg im Besitz der Familie van der Roden, der vor langer Zeit über 90 Höfe gehört hatten. Dort wohnte das hübsche Mädchen Anna Lene mit seiner Großmutter, der alternden Frau Rathmann van der Roden. Die Kinder trafen sich häufig, da der Vater des Erzählers als Advokat für sie tätig war.
In einer frühen Szene spielt er mit Anna Lene in einem Lagerraum für das Heu, wo sie ihn eifrig mit Halmen bedeckt, sich mehrfach bückt und stöhnt und schließlich die Magd Wieb fragt, ob er denn tot sei.
Später zieht die Großmutter aus Altersgründen mit ihrer Enkelin in die Stadt, während der Staatshof von Marten und seiner Frau Wieb betreut wird. Marx besucht Anne Lene regelmäßig, indem er für seinen Vater eilfertig kleine Aufträge übernimmt und sie und die Großmutter bei diesen Gelegenheiten zum Sonntagskaffee ins Haus seiner Familie einlädt. Dort sitzen die Kinder an einem Nebentisch, und das Mädchen beweist gute Manieren, indem es weder die Serviette noch das weiße Kleid mit Kaffee befleckt, während der Erzähler damit gewisse Schwierigkeiten hat.
Bei der Gelegenheit schlägt Anna Lene ihrem Freund vor, Menuett zu tanzen, eine „altfränkische“ Kunst, welche die beiden vor einigen Wochen in der Tanzschule geübt haben. Während Frau Rathmann und der Vater geschäftliche Dinge besprechen, gehen die Kinder in eine andere Stube, wo die Mutter sich ans Klavier setzt und das Menuett aus Mozarts Don Giovanni wählt. Bald gleitet Anne Lene anmutig über den Boden und vollführt „die Touren des alten Tanzes“ so graziös, dass Marx und seine Mutter, die schon nicht mehr auf die Tasten sieht, ihren Blick nicht von der „schwebenden Gestalt“ abwenden können und der Erzähler gesteht, dass „die kleinen tanzenden Füße“ sein „ganzes Knabenherz verwirrt“ hätten.
Nach etwa einem Jahr stirbt die Großmutter, woraufhin Anna Lene als Mündel ins Haus des Erzählers aufgenommen wird. Das verweinte blasse Gesicht und die „feinen goldklaren Haare“ des Mädchens erscheinen ihn am Tage der Todesnachricht noch zärtlicher als sonst.
Sonntags wandern die beiden regelmäßig zum Staatshof, wo sie von Wieb und Marten empfangen werden, und schlendern durch die verlassenen Zimmer, wo die feuchte Marschluft bereits Decke und Wände angegriffen hat. Sie streifen durch den üppigen Garten und dringen bis zu einem alten Pavillon am Wassergraben vor, der allerdings abgeschlossen ist, da der hölzerne Fußboden unsicher geworden ist und so die Gefahr besteht, durch die morschen Bretter ins Wasser zu fallen.
Die Jahre vergehen. Anna Lene ist ein „erwachsenes Mädchen“ geworden, Marx wird Arzneiwissenschaft studieren und die Stadt verlassen. Um sich von den alten Freunden zu verabschieden, besucht er mit ihr den Staatshof. Als die beiden das Anwesen erreichen, treffen sie die Bettlerin Trin’, die sich vor der Haustür mit Wieb zankt und schimpft. Marx weiß, dass sie sich seit Jahren von dem alten Rathmann van der Roden um ihr mütterliches Erbteil betrogen wähnt. Die Freunde wollen zwischen den Schimpfenden hindurchgehen, doch die aufgebrachte Frau stellt sich Anna Lene frech in den Weg und provoziert sie, indem sie auf zukünftige Armut und den Verfall des Staatshofes anspielt und doppeldeutig davon spricht, der Großvater Anna Lenes habe ihr einst die „Strümpfe ... ausgezogen“. Vom Anblick seiner hilflosen Freundin erzürnt, packt Marx die Bettlerin am Arm und zerrt sie vom Hof, worauf sie mit Verwünschungen reagiert. Als Anna Lene die Magd inständig um Aufklärung bittet, reagiert diese ausweichend. Sie erkennt dies als Lüge und legt etwas später das Diamantkreuz ab, das sie als „Zeichen des alten Glanzes“ an einer Kette zu tragen pflegte.
Nach einem Jahr verlobt sie sich mit einem Edelmann, den Marx kennt und verachtet. Als er zwei Jahre später als Doktor in seine Heimat zurückkehrt, erfährt er, dass der Junker sie hat fallen lassen, da der Wert des Staatshofes und damit der Erbin Anna Lene wegen sinkender Landpreise gesunken ist.
Im Sommer nimmt Marx an einer Landpartie zum Staatshof teil, die der aufstrebende Claus Peters organisiert. Sein Vater, ein wohlhabender Bauer, will das Anwesen für seinen Sohn kaufen, der sich bereits als zukünftiger Besitzer aufspielt, allerlei kritisiert und etwas später einen alten Geiger holt, der zum Tanz aufspielt, allerdings Noten für ein Menuett nicht finden kann. Zunächst sondert Anne Lene sich ab, tanzt dann aber mit Marx Walzer, obwohl die besorgte Wieb sie erinnert, dass der Arzt es verboten hat. Marx ist beglückt, fühlt aber die Schwäche seiner Freundin, die indes nicht aufhören will, bis sie sich ans Herz greift und nach Atem ringt.
Die beiden gehen ins Freie und wandern schweigend durch die Nacht, bis sie den Wassergraben erreichen, wo sie früher als Kinder gespielt und sich verlaufen haben. Bald stehen sie vor dem alten Gartenpavillon, dessen Türen zerbrochen sind. Im Mondlicht blickt Marx auf ihre Hand, die in seiner liegt, und wird von einem Schauer beschlichen, „der aus dem Verlangen nach Erdenlust und dem schmerzlichen Gefühl der Vergänglichkeit so wunderbar gemischt ist.“ Sie entzieht sich und betritt den Pavillon. Marx sieht durch die Lücken des unsicheren Holzbodens das Wasser glitzern und will sie zurückhalten, doch sie beschwichtigt ihn, geht an das gegenüberliegende Fenster und erinnert sich an das gebrochene Verlöbnis. Der Junker habe wohl „so Unrecht nicht gehabt; – wer holt sich die Tochter aus einem solchen Hause!“ Als Marx antwortet, um sie zu trösten, fällt sie durch die morschen Bretter ins Wasser. Er springt neben dem Pavillon in den Graben, vermag Anne Lene allerdings nicht zu bergen und findet sie erst so spät, dass auch ein herbeigerufener Arzt nichts mehr ausrichten kann.
Claus Peters übernimmt den Besitz, lässt „die alte Haubarg“ niederreißen und durch ein modernes Wohnhaus ersetzen.

## Entstehung
Auf dem Umschlag der mehrfach korrigierten Handschrift vermerkte Storm die unterschiedlichen Entstehungsphasen der Novelle: „Herbst 1856 – Dezember 1857 – Jan. 1858“.
Für die Buchausgabe 1860 änderte er den Text, indem er den „Lokalton“ noch intensiver zu betonen versuchte und die Figur Marx weiter charakterisierte. Damit reagierte er auf die Kritik Rudolf Hermann Schnees, dem der Erzähler nicht tatkräftig genug erschienen war. In der neuen Fassung versucht Marx am Ende der Novelle vergeblich, seine Freundin aus dem Wasser zu retten.
Nach Storms eigenen Angaben kam ihm die „Idee“ für die Novelle im Herbst 1856 während einer schlaflosen Nacht im Göttinger „Hotel zur Krone“. Während der Rückkehr von Heiligenstadt nach Husum hatte er sich dort mit seinem Vater einquartiert und dachte an eine vor Jahren unternommene Landpartie „mit jungen Leuten beiderlei Geschlechts“, die sie bis zum Staatshof in der Eiderstedter Marsch geführt hatte, sowie an ein Gerücht um eine verarmte Aristokratin aus Friedrichstadt. Als „letzte einer großen Familie“ soll sie über etwa 100 Höfe verfügt haben. Aus diesen Erinnerungsfragmenten ergeben sich der Ort der Handlung und das Thema des Verfalls.

## Hintergrund und Deutung
Die schauervolle Erinnerung an die kleine, im Mondlicht schimmernde Hand verknüpft für Christian Demandt die beiden zentralen Motivstränge und damit die Mikro- und Makrostruktur des Werkes: Das „Verlangen nach Erdenlust“ und das melancholische „Gefühl ihrer Vergänglichkeit“. Die Lust werde durch die zeitliche Grenze nicht bloß negiert, sondern auch begründet, entfacht und intensiviert. Nach Auffassung Regina Fasolds zeigt sich hier der Kern der „Kern der Stormschen Kunst“, die Grundstimmung seiner Lyrik, die etwa im Lied des Harfenmädchens aus seiner lyrischen Novelle Immensee anklinge.
„Heute, nur heute

Bin ich so schön;

Morgen, ach morgen

Muß alles vergehn!

Nur diese Stunde

Bist du noch mein;

Sterben, ach sterben

Soll ich allein.“
Anders als seiner früheren, stimmungsvoll-sentimentalen Novelle ordnete Storm die Szenen nicht mehr um einzelne Gedichte, die der Protagonist dort seinem „Pergamentband“ anvertraut, sondern entwarf eine zusammenhängende Handlung. Seine Prosa löst sich so von ihrer unveränderlichen Bildbezogenheit, bietet mehr als ein „Mosaik stillstehende(r) Situationen“ und wird von der schmerzlichen Stimmung seiner Lyrik zwischen Verlangen und Vergänglichkeit durchdrungen.
Dies zeigt sich bereits zu Beginn der Erzählung, da die tragische Beziehung von ihrem Ende her eingeleitet wird, dem Tode Anna Lenes, dessen Grund als „Tat oder Ereignis“ ungewiss bleibt. Wie in personaler Eigenmächtigkeit wird der Erzähler von Erinnerungen übermannt, die physisch präsent zu sein scheinen, ihn aber auch verlassen können und im Verlauf der Novelle ein fein gesponnenes Gewebe sinnlicher Details mit visuellen, olfaktorischen und klanglichen Bezügen bilden. So stellt er anfangs klar, er könne nur das schreiben, was „die Erinnerung“ ihm „hergibt“. Die beiden Motive „Verlangen nach Erdenlust“ und „Gefühl der Vergänglichkeit“ treiben Entwicklungslinien an, die miteinander kollidieren. So verläuft Anna Lenes Weg in den Tod parallel zum Verfall des Staatshofes, während ihre erotische Ausstrahlung auf Marx gleichzeitig wächst.
In der durch facettenreiche Assoziationen erzeugten, mehrdeutigen Atmosphäre der Novelle sind die Lust- und Verfallsmotive eng miteinander verknüpft. Dies wird erkennbar, als die Freunde eines Tages auf dem Anwesen der Bettlerin Trin’ begegnen, die sich vor der Haustür mit der Magd Wieb streitet. Sie wiederholt das Gerücht, beim wirtschaftlichen Aufstieg des Hauses sei ein „unecht’ Gut dazwischengekommen“ und spielt anzüglich darauf an, der Großvater des Mädchens habe ihr einst die „Strümpfe...ausgezogen“. Bei fatalistischer Deutung des Geschehens erscheint dies als Grund des späteren Niedergangs und zeigt sich als unheilvolle Fama, die sich mit dem Tode des Mädchens erfüllt.
Bereits die erste Erinnerung des Erzählers aus den Kindertagen spielt mit der Verbindung, indem Anna Lene den regungslos daliegenden Freund Marx beim Spielen mit Heu bestreut, dabei stöhnt, sich „wieder und wieder“ bückt, ihm sagt, er sei „bald begraben!“ und schließlich die Magd fragt, ob ihr Freund nun tot sei.
Mag dies damals ein Kinderspiel gewesen sein, lässt der erwachsene Erzähler das Todesmotiv und den Symbolbereich des Sexuellen deutlich anklingen, indem er spezifische Bewegungen und das Stöhnen beschreibt, während die Erinnerung ihm so gegenwärtig ist, dass er sie im Präsens ausmalt.
Ähnlich delikat ist die sinnlich ausgemalte Szene, in der die Kinder etwas später ausgerechnet zum Menuett aus Mozarts Don Giovanni tanzen sollen und von der Mutter des Erzählers am Klavier begleitet werden.
In der zweiten Tanzszene kulminiert diese Tendenz, indem Marx mit der gesundheitlich angeschlagenen Anna Lene in dem heruntergekommenen Saal des Staatshofes Walzer tanzt, während über ihnen der Kronleuchter schwebt, der mit frischen Sommerblumen geschmückt wurde.
Für Christian Demandt gelang es Storm erstmals, die typologischen Bestandteile einer Novelle überzeugend durchzugestalten. Während sich die Handlung bis zur Walzerszene und anschließender Peripetie im Garten schrittweise steigert, verfällt die alte Welt, bröckeln die Fassaden, werden Wände und Decken der verlassenen Zimmer von der feuchten Luft zerstört. Das Werk weise bereits auf die späteren Novellen Carsten Curator, Draußen im Heidedorf und Der Schimmelreiter und nähere sich der Bauweise des klassischen Dramas. Neben dem Gartenpavillon, durch dessen modrige Bretter das Mädchen in den Tod stürzt, sind die Orte und Räume des Anwesens die zentralen Dingsymbole des düsteren Werks.
Nach Auffassung Karl Ernst Laages stellte der Autor in seiner Novelle eine lokal überschaubare Region vor, die allerdings mit der „großen Welt“ verbunden ist. In einer bekannten Wendung hatte Theodor Fontane in seiner späten autobiographischen Schrift Von Zwanzig bis Dreißig spöttisch von Storms „lokalpatriotische(r) Husumerei“ und „Provinzialsimpelei“ gesprochen, womit er nicht nur die antipreußische Haltung des Autors kritisieren, sondern auch den Weltgehalt seiner Novellen hinterfragen wollte.
Sicher gehe es dem Realisten Storm darum, den Erzählungen einen anschaulichen Hintergrund zu verleihen; seine Werke und – damit die Landschaftsschilderungen – wiesen indes poetisch über die kleine Wirklichkeit des Husumer Umfeldes hinaus. So sei der Tod Anne Lenes nicht bloß das „sinnfällige Bild“ vom „Verfall einer Familie“, sondern spiegele den Beginn der kapitalistischen Wirtschaftsordnung, den Aufstieg einer neuen und den Abschied von der alten patrizischen Lebens- und Kulturepoche.